# Universidad del Pacífico (Chile)
La Universidad del Pacífico fue una universidad privada chilena fundada en 1990 y que cesó sus actividades en 2019.

## Historia
El Proyecto Académico Pacífico fue gestado en 1976, año en que Julio Ortúzar Prado, fundador, exrector y expresidente del Directorio de la Universidad, crea la Escuela de Publicidad de Chile. El éxito de esta última impulsó la iniciativa de ampliar este nuevo establecimiento educacional dentro del ámbito de los recién creados Institutos Profesionales, la que se plasmó en 1982 en la creación del Instituto Profesional del Pacífico, de acuerdo a lo dispuesto en el Decreto N.º 5 de Educación del año anterior. Así, además de Publicidad, se incorporaron otras carreras como Administración de Empresas, Diseño Gráfico, Relaciones Públicas, Trabajo Social,  Educación Parvularia y, posteriormente, Diseño de Vestuario y Textiles, Comunicación Audiovisual, y Dirección y Producción de Eventos.
Una nueva etapa del proyecto comenzó en 1990, cuando desde el Instituto se creó la Universidad del Pacífico. Ambas instituciones funcionaron paralelamente por unos 10 años, mientras se iban traspasando las carreras del Instituto a la Universidad. El 13 de noviembre de 2002, el Ministerio de Educación declaró la plena autonomía académica, administrativa y económica de la Universidad a través del Decreto Exento N° 13.543. 

### Cierre
El 30 de enero de 2019, luego de una investigación por irregularidades de tipo administrativo, financiero y laboral, el Ministerio de Educación comunicó la solicitud de cierre y revocación de reconocimiento al Consejo Nacional de Educación (CNED).
Sus operaciones finalizaron completamente el 31 de enero de 2022.

## Administración
Rectores de la universidad:
- 1990-2009: Julio Ortúzar Prado
- 2009-2013: Luis Winter Igualt
- 2013-2015: Eugenio Cáceres Contreras
- 2015-2017: Gilberto Zárate Barrera
- 2017-2019: Georg Spee Gaona

## Carreras
| Facultad de Comunicaciones - Comunicación Digital y Multimedia - Licenciatura en Comunicación - Música y Tecnología - Periodismo - Publicidad - Relaciones Públicas Facultad de Tecnologías de la Información - Ingeniería en Informática - Ingeniería en Sistemas - Técnico en automatización Facultad de Diseño - Diseño de Interiores - Diseño de Vestuario y Textiles - Diseño Gráfico Facultad de Ciencias Humanas y Educación - Pedagogía en Educación Física - Pedagogía en Educación General Básica - Pedagogía en Educación Media en Lenguaje y Comunicación - Pedagogía en Educación Media en Historia y Ciencias Sociales - Pedagogía en Educación Parvularia - Psicología - Trabajo Social Escuela de Administración y Gestión - Contador Público y Auditor - Ingeniería Comercial - Ingeniería Comercial P.C.E - Ingeniería en Gestión Turística - Ingeniería en Prevención de Riesgos - Ingeniería en Prevención de Riesgos P.C.E | Escuela de Ciencias Agropecuarias - Agronomía - Medicina Veterinaria Escuela de Ciencias de la Salud - Enfermería - Nutrición y Dietética Escuela de Formación Técnica - Administración de Empresas - Animación Digital y Diseño de Videojuegos - Dirección y Producción de Eventos - Fotografía - Gestión Social e Integración del Adulto Mayor - Informática - Logística Operativa - Prevención de Riesgos - Técnico Deportivo de Nivel Superior |